# Teimuraz de Imericia
Teimuraz (en georgiano: თეიმურაზი) (fallecido c. 1768), fue un rey de Imericia de la dinastía Bagrationi que reinó desde 1765 hasta 1768.

## Biografía
Teimuraz era hijo del pretendiente al trono de Imericia, Mamuka, príncipe de Samlikelao, y de Daria, hija de Bejan I de Mingrelia.
Con el apoyo de los otomanos, usurpó el trono de su primo hermano el rey Salomón I durante tres años y restableció la trata de esclavos que este último había abolido. Gobernó bajo la protección otomana hasta que Salomón pudo recuperar el trono con el apoyo de Rusia en 1768. Después del restablecimiento de Salomón I, fue encarcelado en la prisión de Mujuri donde ya no se le volvió a ver más, probablemente muriendo, según las fuentes en 1768 o 1772.
Se casó con la hija del principal opositor del rey Salomón I, Rostom I, duque de Racha de 1744 a 1769. La pareja no tuvo hijos.